# Arslanagića Most
Arslanagića Most (cyr. Арсланагића Мост) – wieś w Bośni i Hercegowinie, w Republice Serbskiej, w mieście Trebinje. W 2013 roku liczyła 91 mieszkańców.